# Noctua flavomaculata
Noctua flavomaculata är en fjärilsart som beskrevs av Arnold Spuler 1903. Noctua flavomaculata ingår i släktet Noctua och familjen nattflyn. Inga underarter finns listade i Catalogue of Life.